# Orfelia macilenta
Orfelia macilenta är en tvåvingeart som beskrevs av Lynch Arribalzaga 1892. Orfelia macilenta ingår i släktet Orfelia och familjen platthornsmyggor. Inga underarter finns listade i Catalogue of Life.